# Poltergeist (film, 2015)
Cet article concerne le film de Gil Kenan. Pour le film de Tobe Hooper, voir Poltergeist.
Pour les articles homonymes, voir Poltergeist (homonymie).
Pour plus de détails, voir Fiche technique et Distribution.
Poltergeist est un film d'horreur américain réalisé par Gil Kenan et sorti en 2015. Il s'agit d'un remake du film homonyme sorti en 1982.

## Synopsis
La famille Bowen emménage dans une nouvelle maison située sous une ligne à haute-tension. Ils imputent à ce fait les quelques phénomènes qui se manifestent (placard qui fait se dresser les cheveux, rampe qui envoie des décharges, problèmes avec les appareils de communication…). Alors que les parents sont invités à une soirée où ils apprennent que le lotissement a été bâti sur un cimetière, Madison, la plus jeune, disparaît. Cependant, cette dernière est en mesure de communiquer avec ses parents via le poste de télévision. N'ayant aucune explication rationnelle pour ce qui se passe, la famille fait appel à des chercheurs en paranormal. Ils comprendront qu'ils ont à faire non pas à un démon... mais à divers démons qui tentent de les chasser des lieux ! Arriveront-ils à bannir pour toujours le Mal ou devront-ils partir à cause de celui-ci ?

## Fiche technique
Sauf indication contraire, les informations mentionnées dans cette section peuvent être confirmées par la base de données cinématographiques IMDb,  présente dans la section « Liens externes ».
- Titre original, français et québécois : Poltergeist
- Réalisation : Gil Kenan
- Scénario : David Lindsay-Abaire
- Musique : Marc Streitenfeld
- Direction artistique : Martin Gendron
- Décors : Kalina Ivanov et Patricia Larman
- Costumes : Delphine White
- Photographie : Javier Aguirresarobe
- Montage : Jeff Betancourt et Bob Murawski
- Production : Roy Lee, Sam Raimi et Robert Tapert
  - Producteurs délégués : J. R. Young et John Powers Middleton
  - Productrices déléguées : Becki Cross Trujillo et Audrey Chon
- Sociétés de production : Fox 2000 Pictures, Metro-Goldwyn-Mayer, Ghost House Pictures, Vertigo Entertainment, en association avec TSG Entertainment
- Sociétés de distribution : Twentieth Century Fox (États-Unis, France)
- Budget : 35 000 000 USD (estimation)
- Pays de production :  États-Unis
- Langue originale : Anglais
- Format : couleur - 2.39:1 - son Dolby Digital | Datasat | SDDS
- Genre : horreur, thriller, fantastique
- Durée : 93 minutes, 101 minutes (version longue)
- Dates de sortie[1] :
  - États-Unis et Canada : 22 mai 2015
  - Belgique : 17 juin 2015
  - France : 24 juin 2015
- Classification
  - France : avertissement (des scènes, des propos ou des images peuvent heurter la sensibilité des spectateurs)
  - États-Unis : PG-13 (accord parental recommandé, film déconseillé aux moins de 13 ans)

## Distribution
- Sam Rockwell (VF : Philippe Valmont ; VQ : Gilbert Lachance) : Eric Bowen
- Rosemarie DeWitt (VF : Julie Dumas ; VQ : Isabelle Leyrolles) : Amy Bowen
- Saxon Sharbino (VF : Adeline Chetail ; VQ : Ludivine Reding) : Kendra Bowen
- Kyle Catlett (VF : Kaycie Chase ; VQ : Louis-Julien Durso) : Griffin Bowen
- Kennedi Clements (en) (VF : Pénélopé Siclay-Couvreur ; VQ : Marine Guérin) : Madison Bowen
- Jared Harris (VF : Gérard Darier ; VQ : Pierre Auger) : Carrigan Burke
- Jane Adams (VF : Marie-Laure Dougnac ; VQ : Marika Lhoumeau) : Dr Brooke Powell
- Nicholas Braun (VF : Thierry D'Armor ; VQ : Kevin Houle) : Boyd
- Susan Heyward : Sophie
- Soma Bhatia (VF : Juliette Poissonnier) : Lauren

Source : Version québécoise (VQ) sur Doublage.qc.ca

## Accueil

### Box-office
| Pays ou région            | Box-office          | Date d'arrêt du box-office    | Nombre de semaines |
| ------------------------- | ------------------- | ----------------------------- | ------------------ |
| États-Unis (1er Week-end) | 22 620 386 $ (USD)  | du 20 mai 2015 au 22 mai 2015 | -                  |
| États-Unis                | 47 425 125 $ (USD). | 6 août 2015.                  | 11                 |
| France                    | 2 069 418 $ (USD)   | 12 juillet 2015.              | 3                  |
| France                    | 301 761 entrées.    | 12 juillet 2015               | 3                  |
| Total hors États-Unis     | 39 400 000 $ (USD)  | -                             | -                  |
| Total mondial             | 95 437 994 $ (USD)  | -                             | -                  |